# Derick Ogbu
Derick Ogbu (Port Harcourt, 19 marzo 1990) è un ex calciatore nigeriano, di ruolo attaccante.

## Caratteristiche tecniche
Prima punta, può essere schierato anche come ala su entrambe le fasce. Destro di piede, sa calciare anche col sinistro.

## Carriera

### Club
Il 6 ottobre 2012 realizza la sua prima tripletta da professionista, nel 4-0 inflitto in trasferta al Charleroi. Il 16 luglio 2013 il Cluj lo preleva dal campionato belga in cambio di € 500.000. In Romania segna 6 gol in 26 incontri di campionato, tra cui una tripletta all'Otelul Galati (7-2 finale). Nel luglio 2014 si trasferisce in Cina per € 1 milione.